# Коритарки
Коритарки (слч. Korytárky) насељено је мјесто са административним статусом сеоске општине (слч. obec) у округу Дјетва, у Банскобистричком крају, Словачка Република.

## Становништво
| Година:    | 1994. | 2004.   | 2014.   | 2024.   |
| ---------- | ----- | ------- | ------- | ------- |
| Број људи: | 1043  | 1011    | 961     | 941     |
| Разлика:   |       | -3,06 % | -4,94 % | -2,08 % |

| Година:    | 2023. | 2024.   |
| ---------- | ----- | ------- |
| Број људи: | 936   | 941     |
| Разлика:   |       | +0,53 % |

Према подацима о броју становника из 2011. године насеље је имало 965 становника.